# Datacenter

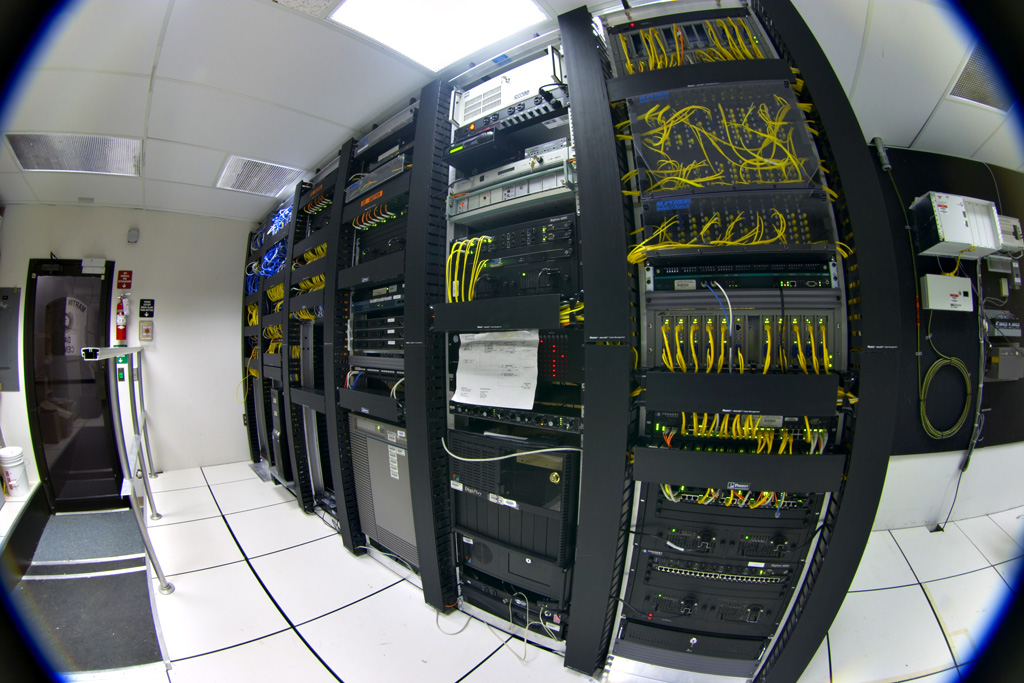
Zogenaamde racks in een datacenter.

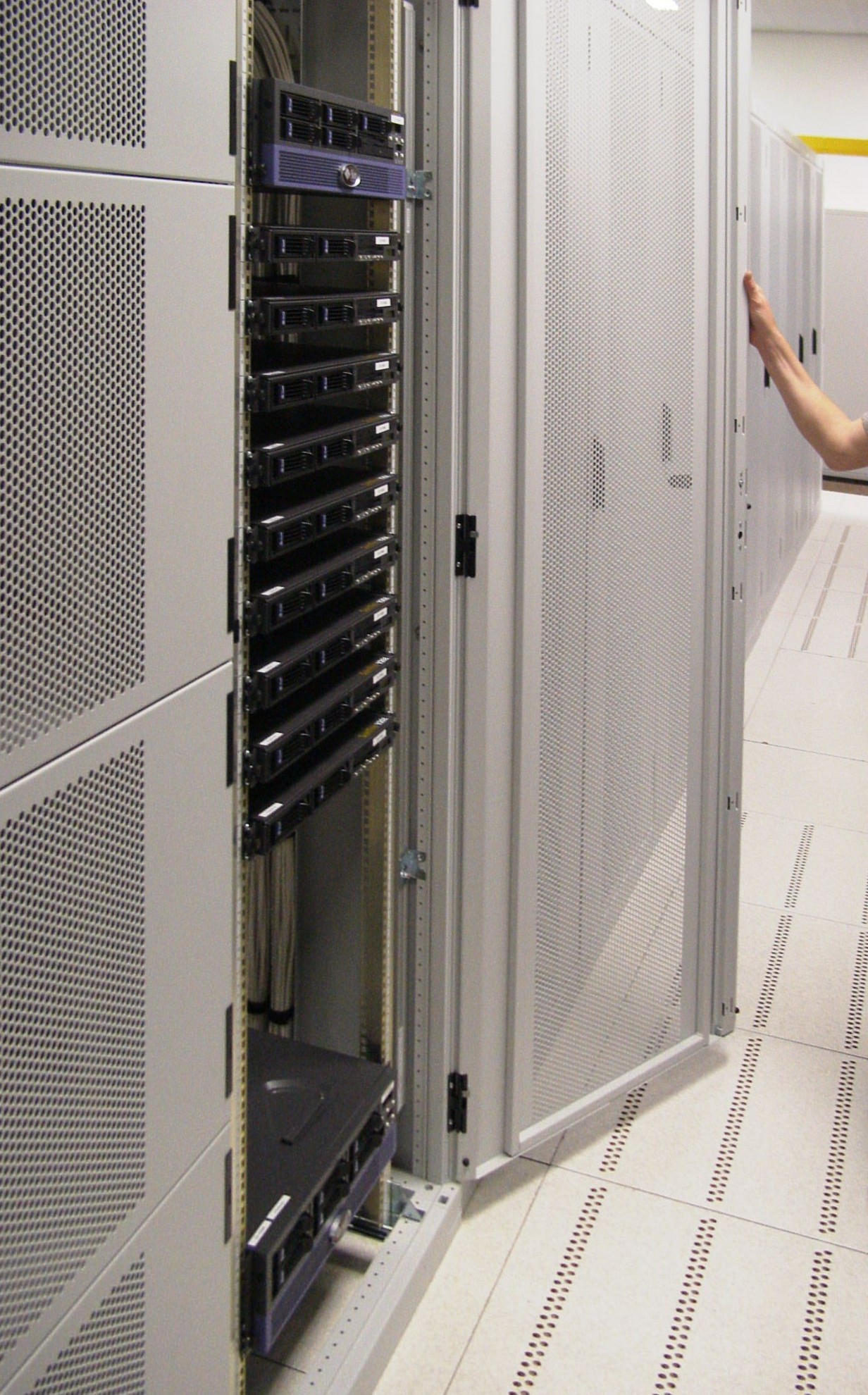
Een aantal servers geplaatst in een rack.

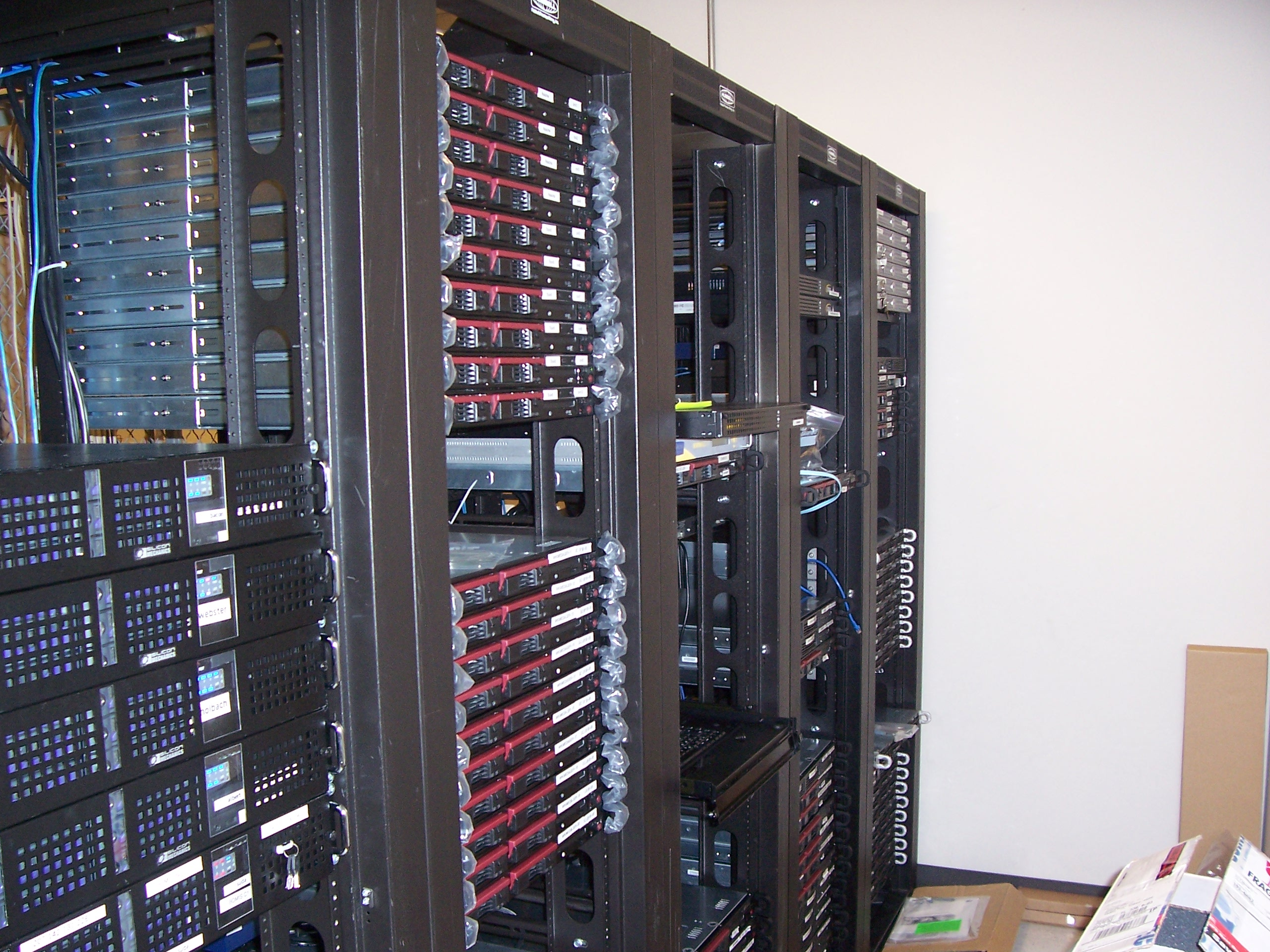
Meerdere racks met meerdere servers. Het algemene beeld van een datacenter.

Een datacenter of datacentrum, of ook wel rekencentrum, is een faciliteit waar bedrijfskritische ICT-apparatuur (bijvoorbeeld servers) kan worden ondergebracht. Een datacenter is uitgerust met diverse
voorzieningen, waaronder klimaatbeheersing door middel van airconditioning, geavanceerde automatische brandblussystemen en back-up stroomvoorzieningen. Daarnaast bevat een datacenter doorgaans verbindingen met het internet en is het voorzien van fysieke veiligheidsmaatregelen. In verband met het bedrijfskritische karakter van de apparatuur in een datacenter, zijn de voorzieningen doorgaans redundant uitgevoerd.
Er zijn datacenters waarin alleen apparatuur geplaatst wordt van de eigenaar van het datacenter, maar sinds het einde van de jaren negentig wordt datacenterruimte steeds vaker verhuurd aan derden. Het gemeenschappelijk gebruik van een datacenter wordt colocatie genoemd. Colocatie kan aantrekkelijk zijn vanwege schaalvoordeel, maar ook vanwege de aanwezigheid van bepaalde netwerkverbindingen, die op de eigen locatie wellicht niet voorhanden zijn. Zo zijn er in Amsterdam enkele colocatiefaciliteiten ontstaan vanwege de aanwezigheid van AMS-IX.
Rekencentra vindt men op de volgende plaatsen:
- Universiteiten en onderzoekslaboratoria. Veel universiteiten hebben behoefte aan een datacenter omdat zij zware mainframes of clusters gebruiken voor wetenschappelijke berekeningen. In het datacenter worden dan veelal tegelijk alle centrale servers en de internetverbinding ondergebracht.
- Internetknooppunten. Het is aantrekkelijk webservers vlak bij een plaats waar snelle verbindingen met het internet aanwezig zijn aan te brengen. Deze rekencentra verhuren meestal ruimte op commerciële basis aan bedrijven en particulieren die een webserver willen plaatsen.
- Grote bedrijven. Sommige bedrijven hebben zoveel computerapparatuur dat het economisch gezien voordeliger is om de computerapparatuur centraal te plaatsen in een datacenter. Ook kan het bezit van een mainframe of cluster reden zijn een datacenter aan te leggen.
  - Grote bedrijven die zich specialiseren als dienstenleverancier. Dit kan zijn als nieuwe speler op de ICT-markt of als bedrijf dat vanuit het verleden al een eigen datacenter heeft en vervolgens aan andere bedrijven (te noemen: klanten) haar datacenter opstelt.
    - voor het fysiek plaatsen van de apparatuur van de klant
    - het leveren van apparatuur als onderdeel van de dienst
    - het leveren van apparatuur en beheer van besturingssystemen
    - het leveren van apparatuur, beheer van besturingssystemen en applicaties
    - andere toegevoegde diensten, bijv. telefonie (denk aan telco's met datacenters).

## Kenmerken
- Airconditioning. Gezien de grote hoeveelheid servers zou de temperatuur in rekencentra zonder airconditioning hoog oplopen. Alle stroom die door de in een datacenter aanwezige apparatuur wordt verbruikt, zal uiteindelijk in warmte worden omgezet (tweede wet van de thermodynamica). Afhankelijk van de doelmatigheid van de installatie, kan soms de helft van het totale energieverbruik van een datacenter door de koelinstallatie worden gebruikt.
- Netwerkverbindingen. Omdat er in rekencentra enorme hoeveelheden dataverkeer worden verbruikt, beschikken rekencentra over vele snelle netwerkverbindingen, vaak zijn dat directe verbindingen met grote internetknooppunten.
- Noodstroomvoeding, ook wel UPS genoemd. Omdat moet kunnen worden gegarandeerd dat servers altijd bereikbaar zijn, mogen de servers in geval van een stroomstoring niet uitvallen.
- Verhoogde vloer. Ook wel computervloer genoemd is in een datacenter letterlijk het fundament onder de techniek. Volgens de norm NBN EN 12825 is een verhoogde vloer een geprefabriceerd droog afwerkvloersysteem bestaande uit panelen die ondersteund worden door al dan niet in hoogte verstelbare vijzels en/of dwarsprofielen en/of een kokerwerkconstructie (vaak gesloten stalen profielen van 40×60×2 mm) die dienstdoen als draagstructuur voor de uitrusting van het gebouw. De vloer van een datacenter bevindt zich meestal zo'n 60 centimeter boven de daadwerkelijke constructievloer. De reden hiervoor is dat lucht onder de vloer kan circuleren en ook meehelpt aan de koeling van de ruimte. Overige aanvullende eisen waar een verhoogde vloer de oplossing geeft zijn:

1. vrij beschikbare ruimte onder de vloer (denk aan kabels)
2. stabiliteit en sterkte (t.b.v. transport racks)
3. aarding
4. flexibiliteit bij aanpassingen

- Redundantie. Omdat men moet kunnen garanderen dat servers geplaatst in een datacenter te allen tijde beschikbaar zijn, zijn alle voorzieningen dubbel uitgevoerd om te zorgen dat er niets mis gaat mocht een systeem falen. Onder de redundant uitgevoerde voorzieningen vallen bijvoorbeeld de stroomvoorziening (door middel van een noodstroomvoeding), airconditioning maar ook de netwerkverbindingen.
- Brandblussystemen. De brandblussystemen in datacenters zijn divers. In datacenters worden veelal hogedruk watermistsystemen toegepast, maar kan als blusmiddel ook argonite (een mengsel van argon en stikstof) of FM-200 worden gebruik. Ook Inergen is een populair blusmiddel.

Deze voorzieningen zijn ook de belangrijkste reden om computerapparatuur op één locatie te concentreren. Het aanleggen van al deze faciliteiten verdeeld over meerdere locaties is economisch niet interessant of onhandig.
Oorspronkelijk waren er geen algemene kwaliteitseisen waar een datacenter aan moest voldoen. Tegenwoordig bestaat een classificatiesysteem, zodat de kwaliteit van een dergelijke faciliteit op eenduidige wijze kan worden aangegeven. Hiervoor zijn vier klassen opgezet van Tier 1 tot Tier 4, waarbij deze laatste de hoogste vorm van bescherming en kleinste risico van uitval heeft. De standaard die gebruikt wordt om de indeling te bepalen heet TIA-942.

## Mainframes en clusters
Mainframes en clusters:
- zijn zeer kostbaar
- vereisen veel elektriciteit en produceren daardoor veel warmte
- zijn vaak bedrijfskritisch
- hebben soms een zware internetverbinding nodig

Vanwege deze eigenschappen worden mainframes en clusters vrijwel altijd in rekencentra ondergebracht.

## Rack
Servers in een datacenter worden opgehangen in zogenaamde racks. Als eerste worden er rails aan beide zijden van een server bevestigd zodat de server vervolgens in het rack opgehangen kan worden. Het komt echter ook voor dat servers (mits ze hoog genoeg zijn) zonder railkit in een rack bevestigd kunnen worden.

## Verbindingen
Om er voor te zorgen dat servers in een rekencentrum via internet bereikbaar zijn moeten er verbindingen naar andere datacenters en/of internet-knooppunten aanwezig zijn (zoals de Amsterdam Internet Exchange). In de meeste rekencentra zijn diverse verbindingen naar andere datacenters aanwezig, die meestal niet onder het beheer vallen van het datacenter zelf (provider onafhankelijk datacenter). Tegenwoordig worden voor het opzetten van deze verbindingen voornamelijk glasvezelverbindingen gebruikt.

## Mobiele en modulaire rekencentra
Enkele grote hardwareontwikkelaars ontwikkelen complete rekencentra die kant-en-klaar op een locatie neergezet kunnen worden en zeer snel operationeel kunnen worden gemaakt. De exacte uitgangspunten en uitvoeringen verschillen, maar deze ontwikkelingen hebben gemeenschappelijk dat ze geheel of gedeeltelijk zijn ingericht om snel operationeel opgeleverd te kunnen worden.
Vooral bij calamiteiten zouden dergelijke systemen voordelen moeten bieden in vergelijking met bestaande centra. Te denken valt aan natuurrampen, oorlogen of andere conflicten of grote schade aan bestaand datacentrum (communicatie-knooppunt of computer / datacenter) dan wel verhuizingen daarvan.
Bekende bedrijven als Sun Microsystems, IBM en Cisco hebben hun visie op deze ontwikkeling uitgewerkt en gepresenteerd.

## Energieverbruik

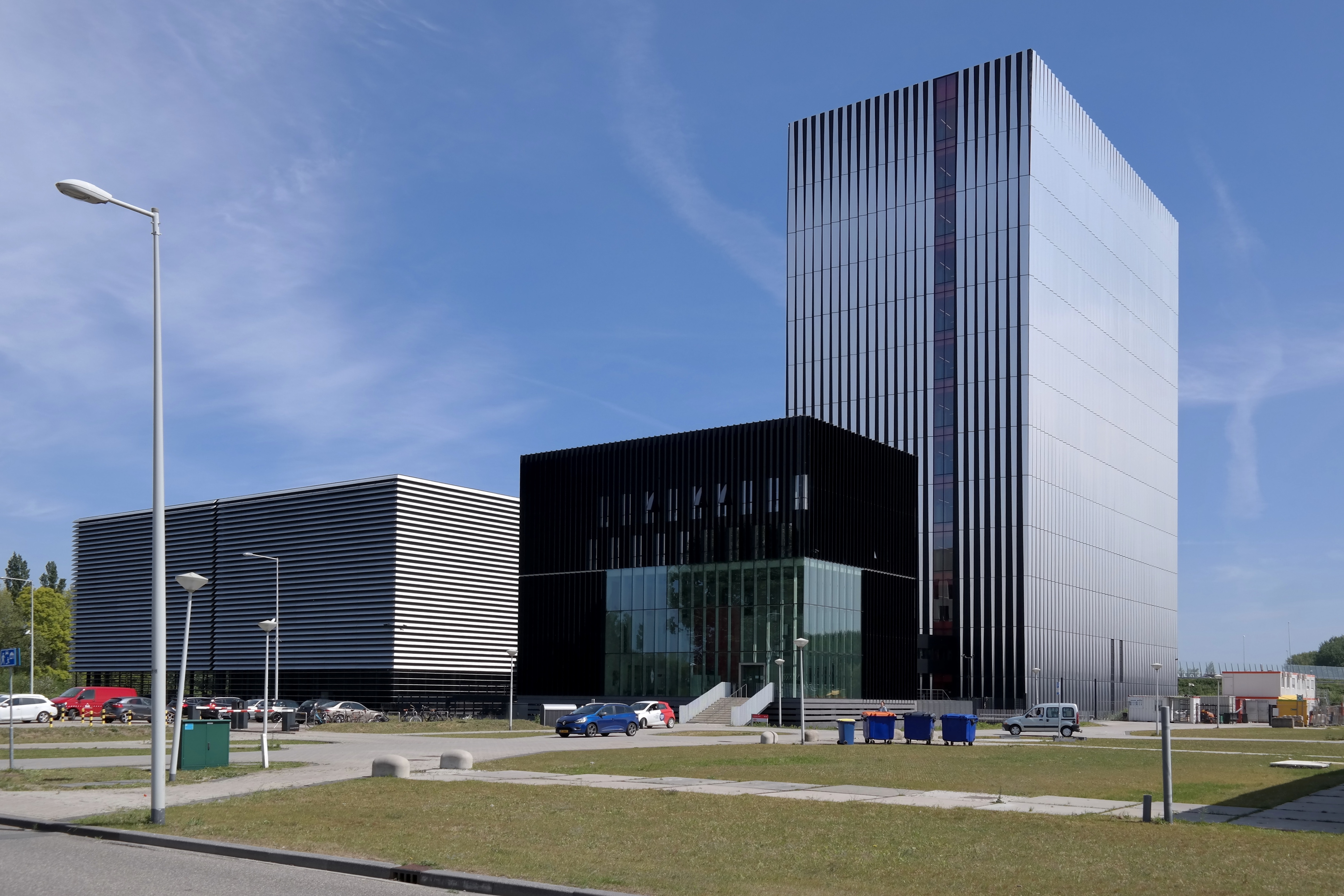
Nieuw datacenter van Equinix in Amsterdam-Oost

In 2030 zullen Nederlandse datacenters naar verwachting 5% van het totale aanbod aan elektriciteit verbruiken (3% in 2019) mits deze efficiënter worden gebruikt, zonder "efficiency-verbeteringen" mogelijk 31% wegens de exponentiële groei van de hoeveelheid gegevens.
Op 15 maart 2019 publiceerde de Nederlandse overheid een routekaart naar 2030.